# Шанд, Гвита
Гвита Ифверсен Шанд (в замужестве — Уогорн; англ. Gwitha Ifwersen Shand (Waghorn); 31 июля 1904, Крайстчерч — 11 декабря 1962, Крайстчерч) — новозеландская пловчиха. Участница летних Олимпийских игр 1924 года.

## Биография
Гвита Шанд родилась 31 июля 1904 года в новозеландском городе Крайстчёрч.
Выступала в соревнованиях по плаванию за Кентербери.
В 1924 году стала рекордсменкой Новой Зеландии на дистанции 200 метров вольным стилем, показав результат 2 минуты 53,8 секунды.
В том же году вошла в состав сборной Новой Зеландии на летних Олимпийских играх в Париже. На дистанции 100 метров вольным стилем в четвертьфинале заняла 2-е место, показав результат 1 минута 21,0 секунды. В полуфинале стала 3-й с результатом 1.22,4 и уступив 5,8 секунды попавшей в финал со 2-го места Конни Джинс из Великобритании. На дистанции 400 метров вольным стилем в четвертьфинале заняла 1-е место, показав результат 6.23,6, в полуфинале — 2-е (6.24,4), финальный заплыв не завершила. Из-за простуды во время соревнований Шанд испытывала проблемы с дыханием.
Умерла 11 декабря 1962 года в Крайстчёрче.

## Семья
Муж — Дуглас Руперт Уогорн. Поженились в 1929 году. У них было трое детей.